# Ein starkes Team: Die Schöne vom Beckenrand
Die Schöne vom Beckenrand ist ein deutscher Fernsehfilm von Matthias Tiefenbacher aus dem Jahr 2009. Es handelt sich um die 41. Folge der Krimiserie Ein starkes Team mit Maja Maranow und Florian Martens in den Hauptrollen.

## Handlung
Kriminalhauptkommissarin Verena Berthold und Kollege Otto Garber haben den Mord an dem Kreditberater Mathias Berger aufzuklären. Er wurde am frühen Morgen im Schwimmbad tot im Wasser gefunden. Ausgerechnet seine Geliebte, die dort arbeitet, hatte den leblosen Körper entdeckt. Nach ersten Untersuchungen wurde ihm mit Gewalt der Kopf unter Wasser gedrückt. Spuren an der Umzäunung des Bades weisen auf einen Täter mit Schuhgröße 45 und goldfarbenen Turnschuhen.
Die Kommissare müssen Susanne Berger vom Tod ihres Mannes unterrichten. Die Frau sitzt seit einem halben Jahr wegen einer MS-Erkrankung im Rollstuhl und nimmt die Nachricht relativ gelassen auf. Aufgrund ihrer körperlichen Verfassung scheidet sie als Verdächtige aus und auch ein Motiv ist in der harmonisch erscheinenden Beziehung zu ihrem Mann nicht erkennbar. Von einer Geliebten ihres Mannes war sie unterrichtet und nahm es angeblich hin. Dagegen gibt es im beruflichen Umfeld auffälligere Konstellationen. So hat Berger einem Konrad Schuster, der kaum Sicherheiten zu bieten hat, einen großzügigen Kredit bewilligt. Später finden die Ermittler den Grund dafür, denn Schuster war der Exfreund von Bergers Freundin und er hat sie und ihre Attraktivität dafür eingesetzt, ihm bei seinen geschäftlichen Unternehmungen zu helfen. Dass seine Jennifer sich dann komplett von ihm lossagte und zu Berger hielt, war nicht eingeplant.
Daher will sich Berthold näher mit Jennifer Meyer befassen. Sie bringt Namen und Adresse in Erfahrung und ist sehr überrascht, als sie Susanne Berger bei ihr antrifft. In ihrem Beisein bringt sie in Erfahrung, dass Berger seiner Geliebten das Haus, in dem sie wohnt, für sie beide gekauft hat. Da nun offensichtlich ist, dass Berger seine Frau für Jennifer verlassen wollte, ergibt sich ein sehr starkes Motiv. Zudem würde die Lebensversicherung ein gutes finanzielles Polster bieten. Nachdem die Kommissarin goldfarbene Turnschuhe im Auto von Bergers Sohn Gregor entdeckt, ist ihr klar, dass hier die Lösung des Falles zu finden ist. Als die Untersuchung der Schuhe beweist, dass Gregor Berger am Tatort war, gibt er zu, am Tod seines Vaters schuld zu sein. Er wollte zwar nur mit ihm reden, doch sie hätten sich gestritten, was dann so tragisch ausging.

## Hintergrund
Die Schöne vom Beckenrand wurde in Berlin gedreht und am 10. Januar 2009 um 20:15 Uhr im ZDF erstausgestrahlt. Drehorte waren neben Berlin auch das Neptun-Bad von Bad Saarow.
Sputnik, dessen Rolle als Geschäftsmann in der Serie als ein Running Gag angelegt ist, hat in dieser Folge seine Gaststätte in eine Südamerika-Oase mit Dschungelambiente umgestaltet. Diesmal hift er auch Garber und Berthold bei ihren Ermittlungen und fühlt einem Verdächtigen auf den Zahn.

## Kritik
Tilmann P. Gangloff meinte auf tittelbach.tv: „Die Kunst dieses ‚Ein starkes Team‘-Krimis von Maris Pfeiffer & Matthias Tiefenbacher liegt vor allem in der sorgfältigen Zeichnung der vorzüglich gespielten Figuren, die alle in ihren ganz persönlichen Abgrund blicken. […] Eine Geschichte zwischen Schönheit und Verfall also, eine eigentlich taktlose Formulierung, die allerdings von Autorin Pfeiffer stammt.“
Die Kritiker der Fernsehzeitschrift TV Spielfilm vergeben die beste Wertung (Daumen nach oben) und meinen: „Ein abgründiger Fall mit erhellenden und anrührenden Momenten über Schönheit, Verfall und die Unmöglichkeit der Manipulierbarkeit des Glücks.“ Fazit: „Toller Frauenkrimi - auch für Männer!“